# Eleições autárquicas de 2021 em Loures
As eleições autárquicas de 2021 serviram para eleger os diferentes membros que constituem os órgãos do poder local no concelho de Loures.
O Partido Socialista, tendo Ricardo Leão como o seu candidato, foi o grande vencedor das eleições ao recuperar uma câmara que foi socialista entre 2001 a 2013. O PS reconquistou a liderança do concelho ao obter 31,5% dos votos e 4 vereadores.
A Coligação Democrática Unitária, com o presidente em funções Bernardino Soares como candidato novamente, foi a grande perdedora da noite. Os comunistas perdiam a câmara 8 anos depois de a terem reconquistado aos socialistas, ficando-se pelos 29% dos votos e 4 vereadores.
Por fim, o Partido Social Democrata também teve um mau resultado eleitoral e perdendo um vereador em relação a 2017 e ficando-se pelos 14% e 2 vereadores, enquanto a surpresa eleitoral foram os 8,4% dos votos conseguidos pelo Chega que se traduziram na eleição de 1 vereador.

## Candidatos
| Lista | Lista                                           | Candidato              |
| ----- | ----------------------------------------------- | ---------------------- |
|       | Coligação Democrática Unitária                  | Bernardino Soares      |
|       | Partido Socialista                              | Ricardo Leão           |
|       | Partido Social Democrata                        | Nelson Batista         |
|       | Bloco de Esquerda                               | Fabian Figueiredo      |
|       | CDS – Partido Popular                           | Jorge Gomes dos Santos |
|       | Partido Comunista dos Trabalhadores Portugueses | João Resa              |
|       | Pessoas–Animais–Natureza                        | Soraya Ossman          |
|       | CHEGA                                           | Bruno Nunes            |
|       | Iniciativa Liberal                              | Filomena Francisco     |

## Resultados Oficiais
Os resultados para os diferentes órgãos do poder local no concelho de Loures foram os seguintes:

### Câmara Municipal
| Partido                 | Partido                                         | Votos   | %               | +/-  | Vereadores | +/-     |
| ----------------------- | ----------------------------------------------- | ------- | --------------- | ---- | ---------- | ------- |
|                         | Partido Socialista                              | 25 777  | 31,52 / 100,00  | 3,28 | 4 / 11     | Estável |
|                         | Coligação Democrática Unitária                  | 23 756  | 29,05 / 100,00  | 3,71 | 4 / 11     | Estável |
|                         | Partido Social Democrata                        | 11 451  | 14,00 / 100,00  | -    | 2 / 11     | -       |
|                         | CHEGA                                           | 6 884   | 8,42 / 100,00   | Novo | 1 / 11     | Novo    |
|                         | Bloco de Esquerda                               | 3 170   | 3,88 / 100,00   | 0,33 | 0 / 11     | Estável |
|                         | Iniciativa Liberal                              | 2 729   | 3,34 / 100,00   | Novo | 0 / 11     | Novo    |
|                         | Pessoas–Animais–Natureza                        | 1 834   | 2,24 / 100,00   | 0,16 | 0 / 11     | Estável |
|                         | CDS – Partido Popular                           | 1 251   | 1,53 / 100,00   | 1,33 | 0 / 11     | Estável |
|                         | Partido Comunista dos Trabalhadores Portugueses | 1 249   | 1,53 / 100,00   | 1,02 | 0 / 11     | Estável |
| Votos Inválidos         | Votos Inválidos                                 | 3 685   | 4,50 / 100,00   | 0,25 |            |         |
| Total                   | Total                                           | 81 786  | 100,00 / 100,00 |      | 11 / 11    |         |
| Eleitorado/Participação | Eleitorado/Participação                         | 169 257 | 48,32 / 100,00  | 3,99 |            |         |

### Assembleia Municipal
| Partido                 | Partido                                         | Votos   | %               | +/-  | Deputados | +/-     |
| ----------------------- | ----------------------------------------------- | ------- | --------------- | ---- | --------- | ------- |
|                         | Partido Socialista                              | 26 860  | 32,84 / 100,00  | 1,69 | 12 / 33   | Estável |
|                         | Coligação Democrática Unitária                  | 20 799  | 25,43 / 100,00  | 4,05 | 10 / 33   | 1       |
|                         | Partido Social Democrata                        | 11 471  | 14,02 / 100,00  | -    | 5 / 33    | -       |
|                         | CHEGA                                           | 7 397   | 9,04 / 100,00   | Novo | 3 / 33    | Novo    |
|                         | Bloco de Esquerda                               | 3 805   | 4,65 / 100,00   | 0,37 | 1 / 33    | Estável |
|                         | Iniciativa Liberal                              | 3 019   | 3,69 / 100,00   | Novo | 1 / 33    | Novo    |
|                         | Pessoas–Animais–Natureza                        | 2 271   | 2,78 / 100,00   | 0,25 | 1 / 33    | Estável |
|                         | CDS – Partido Popular                           | 1 286   | 1,57 / 100,00   | 1,42 | 0 / 33    | 1       |
|                         | Partido Comunista dos Trabalhadores Portugueses | 918     | 1,12 / 100,00   | 1,11 | 0 / 33    | Estável |
| Votos Inválidos         | Votos Inválidos                                 | 3 973   | 4,86 / 100,00   | 0,49 |           |         |
| Total                   | Total                                           | 81 799  | 100,00 / 100,00 |      | 33 / 33   |         |
| Eleitorado/Participação | Eleitorado/Participação                         | 169 257 | 48,33 / 100,00  | 3,97 |           |         |

### Juntas de Freguesia
| Partido                 | Partido                                         | Votos   | %               | +/-  | Presidentes | +/-     | Mandatos  | +/-     |
| ----------------------- | ----------------------------------------------- | ------- | --------------- | ---- | ----------- | ------- | --------- | ------- |
|                         | Partido Socialista                              | 29 122  | 35,65 / 100,00  | 1,38 | 6 / 10      | 1       | 59 / 148  | 7       |
|                         | Coligação Democrática Unitária                  | 20 651  | 25,28 / 100,00  | 4,63 | 3 / 10      | 1       | 46 / 148  | 6       |
|                         | Partido Social Democrata                        | 11 521  | 14,10 / 100,00  | -    | 1 / 10      | -       | 23 / 148  | -       |
|                         | CHEGA                                           | 6 808   | 8,33 / 100,00   | Novo | 0 / 10      | Novo    | 10 / 148  | Novo    |
|                         | Bloco de Esquerda                               | 3 963   | 4,85 / 100,00   | 0,17 | 0 / 10      | Estável | 5 / 148   | 1       |
|                         | Iniciativa Liberal                              | 1 933   | 2,37 / 100,00   | Novo | 0 / 10      | Novo    | 2 / 148   | Novo    |
|                         | Grupo de Cidadãos                               | 1 404   | 1,72 / 100,00   | 1,32 | 0 / 10      | Estável | 3 / 148   | 1       |
|                         | CDS – Partido Popular                           | 1 251   | 1,53 / 100,00   | 1,52 | 0 / 10      | Estável | 0 / 148   | Estável |
|                         | Nós, Cidadãos!                                  | 501     | 0,61 / 100,00   | 1,65 | 0 / 10      | Estável | 0 / 148   | 2       |
|                         | Partido Comunista dos Trabalhadores Portugueses | 318     | 0,39 / 100,00   | 0,56 | 0 / 10      | Estável | 0 / 148   | Estável |
|                         | Pessoas–Animais–Natureza                        | 264     | 0,32 / 100,00   | -    | 0 / 10      | -       | 0 / 148   | -       |
| Votos Inválidos         | Votos Inválidos                                 | 3 955   | 4,84 / 100,00   | 0,56 |             |         |           |         |
| Total                   | Total                                           | 81 691  | 100,00 / 100,00 |      | 10 / 10     |         | 148 / 148 | 6       |
| Eleitorado/Participação | Eleitorado/Participação                         | 169 257 | 48,26 / 100,00  | 4,00 |             |         |           |         |

## Resultados por Freguesia

### Câmara Municipal
| Freguesia                                         | %     | %     | %     | %     | %    | %    | %    | %    | %    | Votantes |
| Freguesia                                         | PS    | CDU   | PSD   | CH    | BE   | IL   | PAN  | CDS  | PCTP | Votantes |
| ------------------------------------------------- | ----- | ----- | ----- | ----- | ---- | ---- | ---- | ---- | ---- | -------- |
| Freguesia                                         |       |       |       |       |      |      |      |      |      | Votantes |
| Bucelas                                           | 38,31 | 33,44 | 9,36  | 6,34  | 2,53 | 2,26 | 1,46 | 1,24 | 0,89 | 2 255    |
| Camarate, Unhos e Apelação                        | 34,32 | 30,69 | 9,15  | 10,77 | 3,92 | 1,52 | 2,15 | 1,34 | 1,49 | 11 569   |
| Fanhões                                           | 20,49 | 48,57 | 13,18 | 7,23  | 1,00 | 1,07 | 1,22 | 1,58 | 1,65 | 1 396    |
| Loures                                            | 22,80 | 33,46 | 18,49 | 8,73  | 3,47 | 3,05 | 2,25 | 1,52 | 1,52 | 12 988   |
| Lousa                                             | 13,42 | 15,16 | 59,79 | 1,99  | 1,67 | 1,54 | 1,16 | 1,54 | 0,58 | 1 557    |
| Moscavide e Portela                               | 32,84 | 18,93 | 19,96 | 6,57  | 4,45 | 6,88 | 2,26 | 2,05 | 1,72 | 9 177    |
| Sacavém e Prior Velho                             | 38,67 | 23,37 | 12,81 | 7,62  | 4,40 | 3,21 | 2,17 | 1,58 | 1,03 | 9 560    |
| Santa Iria de Azoia, São João da Talha e Bobadela | 32,60 | 30,11 | 10,04 | 9,16  | 4,05 | 3,78 | 2,55 | 1,80 | 1,31 | 19 091   |
| Santo Antão e São Julião do Tojal                 | 28,26 | 40,71 | 9,67  | 7,04  | 3,02 | 1,84 | 1,47 | 0,60 | 3,65 | 3 807    |
| Santo António dos Cavaleiros e Frielas            | 33,48 | 28,14 | 12,74 | 8,49  | 4,34 | 3,24 | 2,58 | 1,14 | 1,74 | 10 386   |
| Loures                                            | 31,52 | 29,05 | 14,00 | 8,42  | 3,88 | 3,34 | 2,24 | 1,53 | 1,53 | 81 786   |

#### Bucelas
| Partido                 | Partido                                         | Votos | %               | +/-  |
| ----------------------- | ----------------------------------------------- | ----- | --------------- | ---- |
|                         | Partido Socialista                              | 864   | 38,31 / 100,00  | 8,58 |
|                         | Coligação Democrática Unitária                  | 754   | 33,44 / 100,00  | 6,58 |
|                         | Partido Social Democrata                        | 211   | 9,36 / 100,00   | -    |
|                         | CHEGA                                           | 143   | 6,34 / 100,00   | Novo |
|                         | Bloco de Esquerda                               | 57    | 2,53 / 100,00   | 0,50 |
|                         | Iniciativa Liberal                              | 51    | 2,26 / 100,00   | Novo |
|                         | Pessoas–Animais–Natureza                        | 33    | 1,46 / 100,00   | 0,14 |
|                         | CDS – Partido Popular                           | 28    | 1,24 / 100,00   | 1,01 |
|                         | Partido Comunista dos Trabalhadores Portugueses | 20    | 0,89 / 100,00   | 1,75 |
| Votos Inválidos         | Votos Inválidos                                 | 94    | 4,17 / 100,00   | 0,45 |
| Total                   | Total                                           | 2 255 | 100,00 / 100,00 |      |
| Eleitorado/Participação | Eleitorado/Participação                         | 3 831 | 58,86 / 100,00  | 1,56 |

#### Camarate, Unhos e Apelação
| Partido                 | Partido                                         | Votos  | %               | +/-  |
| ----------------------- | ----------------------------------------------- | ------ | --------------- | ---- |
|                         | Partido Socialista                              | 3 970  | 34,32 / 100,00  | 2,32 |
|                         | Coligação Democrática Unitária                  | 3 550  | 30,69 / 100,00  | 0,18 |
|                         | CHEGA                                           | 1 246  | 10,77 / 100,00  | Novo |
|                         | Partido Social Democrata                        | 1 059  | 9,15 / 100,00   | -    |
|                         | Bloco de Esquerda                               | 454    | 3,92 / 100,00   | 0,36 |
|                         | Pessoas–Animais–Natureza                        | 249    | 2,15 / 100,00   | 0,40 |
|                         | Iniciativa Liberal                              | 176    | 1,52 / 100,00   | Novo |
|                         | Partido Comunista dos Trabalhadores Portugueses | 172    | 1,49 / 100,00   | 0,74 |
|                         | CDS – Partido Popular                           | 155    | 1,34 / 100,00   | 1,29 |
| Votos Inválidos         | Votos Inválidos                                 | 538    | 4,65 / 100,00   | 0,64 |
| Total                   | Total                                           | 11 569 | 100,00 / 100,00 |      |
| Eleitorado/Participação | Eleitorado/Participação                         | 27 552 | 41,99 / 100,00  | 4,15 |

#### Fanhões
| Partido                 | Partido                                         | Votos | %               | +/-  |
| ----------------------- | ----------------------------------------------- | ----- | --------------- | ---- |
|                         | Coligação Democrática Unitária                  | 678   | 48,57 / 100,00  | 9,24 |
|                         | Partido Socialista                              | 286   | 20,49 / 100,00  | 7,88 |
|                         | Partido Social Democrata                        | 184   | 13,18 / 100,00  | -    |
|                         | CHEGA                                           | 101   | 7,23 / 100,00   | Novo |
|                         | Partido Comunista dos Trabalhadores Portugueses | 23    | 1,65 / 100,00   | 0,21 |
|                         | CDS – Partido Popular                           | 22    | 1,58 / 100,00   | 0,76 |
|                         | Pessoas–Animais–Natureza                        | 17    | 1,22 / 100,00   | 0,53 |
|                         | Iniciativa Liberal                              | 15    | 1,07 / 100,00   | Novo |
|                         | Bloco de Esquerda                               | 14    | 1,00 / 100,00   | 0,86 |
| Votos Inválidos         | Votos Inválidos                                 | 56    | 4,02 / 100,00   | 2,18 |
| Total                   | Total                                           | 1 396 | 100,00 / 100,00 |      |
| Eleitorado/Participação | Eleitorado/Participação                         | 2 204 | 63,34 / 100,00  | 4,04 |

#### Loures
| Partido                 | Partido                                         | Votos  | %               | +/-  |
| ----------------------- | ----------------------------------------------- | ------ | --------------- | ---- |
|                         | Coligação Democrática Unitária                  | 4 346  | 33,46 / 100,00  | 3,81 |
|                         | Partido Socialista                              | 2 961  | 22,80 / 100,00  | 0,39 |
|                         | Partido Social Democrata                        | 2 401  | 18,49 / 100,00  | -    |
|                         | CHEGA                                           | 1 134  | 8,73 / 100,00   | Novo |
|                         | Bloco de Esquerda                               | 451    | 3,47 / 100,00   | 0,78 |
|                         | Iniciativa Liberal                              | 396    | 3,05 / 100,00   | Novo |
|                         | Pessoas–Animais–Natureza                        | 292    | 2,25 / 100,00   | 0,47 |
|                         | CDS – Partido Popular                           | 198    | 1,52 / 100,00   | 1,47 |
|                         | Partido Comunista dos Trabalhadores Portugueses | 198    | 1,52 / 100,00   | 0,91 |
| Votos Inválidos         | Votos Inválidos                                 | 611    | 4,71 / 100,00   | 0,30 |
| Total                   | Total                                           | 12 988 | 100,00 / 100,00 |      |
| Eleitorado/Participação | Eleitorado/Participação                         | 25 099 | 51,75 / 100,00  | 2,85 |

#### Lousa
| Partido                 | Partido                                         | Votos | %               | +/-  |
| ----------------------- | ----------------------------------------------- | ----- | --------------- | ---- |
|                         | Partido Social Democrata                        | 931   | 59,79 / 100,00  | -    |
|                         | Coligação Democrática Unitária                  | 236   | 15,16 / 100,00  | 9,28 |
|                         | Partido Socialista                              | 209   | 13,42 / 100,00  | 5,26 |
|                         | CHEGA                                           | 31    | 1,99 / 100,00   | Novo |
|                         | Bloco de Esquerda                               | 26    | 1,67 / 100,00   | 1,27 |
|                         | Iniciativa Liberal                              | 24    | 1,54 / 100,00   | Novo |
|                         | CDS – Partido Popular                           | 24    | 1,54 / 100,00   | 0,06 |
|                         | Pessoas–Animais–Natureza                        | 18    | 1,16 / 100,00   | 0,38 |
|                         | Partido Comunista dos Trabalhadores Portugueses | 9     | 0,58 / 100,00   | 2,24 |
| Votos Inválidos         | Votos Inválidos                                 | 49    | 3,14 / 100,00   | 2,81 |
| Total                   | Total                                           | 1 557 | 100,00 / 100,00 |      |
| Eleitorado/Participação | Eleitorado/Participação                         | 2 622 | 59,38 / 100,00  | 1,70 |

#### Moscavide e Portela
| Partido                 | Partido                                         | Votos  | %               | +/-  |
| ----------------------- | ----------------------------------------------- | ------ | --------------- | ---- |
|                         | Partido Socialista                              | 3 014  | 32,84 / 100,00  | 4,37 |
|                         | Partido Social Democrata                        | 1 832  | 19,96 / 100,00  | -    |
|                         | Coligação Democrática Unitária                  | 1 737  | 18,93 / 100,00  | 2,73 |
|                         | Iniciativa Liberal                              | 631    | 6,88 / 100,00   | Novo |
|                         | CHEGA                                           | 603    | 6,57 / 100,00   | Novo |
|                         | Bloco de Esquerda                               | 408    | 4,45 / 100,00   | 0,88 |
|                         | Pessoas–Animais–Natureza                        | 207    | 2,26 / 100,00   | 0,21 |
|                         | CDS – Partido Popular                           | 188    | 2,05 / 100,00   | 2,42 |
|                         | Partido Comunista dos Trabalhadores Portugueses | 158    | 1,72 / 100,00   | 0,55 |
| Votos Inválidos         | Votos Inválidos                                 | 399    | 4,34 / 100,00   | 0,18 |
| Total                   | Total                                           | 9 177  | 100,00 / 100,00 |      |
| Eleitorado/Participação | Eleitorado/Participação                         | 18 114 | 50,66 / 100,00  | 3,68 |

#### Sacavém e Prior Velho
| Partido                 | Partido                                         | Votos  | %               | +/-  |
| ----------------------- | ----------------------------------------------- | ------ | --------------- | ---- |
|                         | Partido Socialista                              | 3 697  | 38,67 / 100,00  | 4,57 |
|                         | Coligação Democrática Unitária                  | 2 234  | 23,37 / 100,00  | 5,79 |
|                         | Partido Social Democrata                        | 1 225  | 12,81 / 100,00  | -    |
|                         | CHEGA                                           | 728    | 7,62 / 100,00   | Novo |
|                         | Bloco de Esquerda                               | 421    | 4,40 / 100,00   | 0,85 |
|                         | Iniciativa Liberal                              | 307    | 3,21 / 100,00   | Novo |
|                         | Pessoas–Animais–Natureza                        | 207    | 2,17 / 100,00   | 0,39 |
|                         | CDS – Partido Popular                           | 151    | 1,58 / 100,00   | 1,35 |
|                         | Partido Comunista dos Trabalhadores Portugueses | 98     | 1,03 / 100,00   | 0,76 |
| Votos Inválidos         | Votos Inválidos                                 | 492    | 5,14 / 100,00   | 0,09 |
| Total                   | Total                                           | 9 560  | 100,00 / 100,00 |      |
| Eleitorado/Participação | Eleitorado/Participação                         | 20 148 | 47,45 / 100,00  | 4,55 |

#### Santa Iria de Azoia, São João da Talha e Bobadela
| Partido                 | Partido                                         | Votos  | %               | +/-  |
| ----------------------- | ----------------------------------------------- | ------ | --------------- | ---- |
|                         | Partido Socialista                              | 6 223  | 32,60 / 100,00  | 3,10 |
|                         | Coligação Democrática Unitária                  | 5 748  | 30,11 / 100,00  | 3,78 |
|                         | Partido Social Democrata                        | 1 917  | 10,04 / 100,00  | -    |
|                         | CHEGA                                           | 1 748  | 9,16 / 100,00   | Novo |
|                         | Bloco de Esquerda                               | 773    | 4,05 / 100,00   | 0,57 |
|                         | Iniciativa Liberal                              | 722    | 3,78 / 100,00   | Novo |
|                         | Pessoas–Animais–Natureza                        | 487    | 2,55 / 100,00   | 0,17 |
|                         | CDS – Partido Popular                           | 344    | 1,80 / 100,00   | 0,61 |
|                         | Partido Comunista dos Trabalhadores Portugueses | 251    | 1,31 / 100,00   | 1,85 |
| Votos Inválidos         | Votos Inválidos                                 | 878    | 4,60 / 100,00   | 0,20 |
| Total                   | Total                                           | 19 091 | 100,00 / 100,00 |      |
| Eleitorado/Participação | Eleitorado/Participação                         | 37 747 | 50,58 / 100,00  | 4,83 |

#### Santo Antão e São Julião do Tojal
| Partido                 | Partido                                         | Votos | %               | +/-  |
| ----------------------- | ----------------------------------------------- | ----- | --------------- | ---- |
|                         | Coligação Democrática Unitária                  | 1 550 | 40,71 / 100,00  | 6,59 |
|                         | Partido Socialista                              | 1 076 | 28,26 / 100,00  | 4,39 |
|                         | Partido Social Democrata                        | 368   | 9,67 / 100,00   | -    |
|                         | CHEGA                                           | 268   | 7,04 / 100,00   | Novo |
|                         | Partido Comunista dos Trabalhadores Portugueses | 139   | 3,65 / 100,00   | 0,40 |
|                         | Bloco de Esquerda                               | 115   | 3,02 / 100,00   | 0,54 |
|                         | Iniciativa Liberal                              | 70    | 1,84 / 100,00   | Novo |
|                         | Pessoas–Animais–Natureza                        | 56    | 1,47 / 100,00   | 0,16 |
|                         | CDS – Partido Popular                           | 23    | 0,60 / 100,00   | 1,09 |
| Votos Inválidos         | Votos Inválidos                                 | 142   | 3,73 / 100,00   | 0,73 |
| Total                   | Total                                           | 3 807 | 100,00 / 100,00 |      |
| Eleitorado/Participação | Eleitorado/Participação                         | 6 956 | 54,73 / 100,00  | 3,10 |

#### Santo António dos Cavaleiros e Frielas
| Partido                 | Partido                                         | Votos  | %               | +/-  |
| ----------------------- | ----------------------------------------------- | ------ | --------------- | ---- |
|                         | Partido Socialista                              | 3 477  | 33,48 / 100,00  | 7,92 |
|                         | Coligação Democrática Unitária                  | 2 923  | 28,14 / 100,00  | 6,65 |
|                         | Partido Social Democrata                        | 1 323  | 12,74 / 100,00  | -    |
|                         | CHEGA                                           | 882    | 8,49 / 100,00   | Novo |
|                         | Bloco de Esquerda                               | 451    | 4,34 / 100,00   | 0,27 |
|                         | Iniciativa Liberal                              | 337    | 3,24 / 100,00   | Novo |
|                         | Pessoas–Animais–Natureza                        | 268    | 2,58 / 100,00   | 0,05 |
|                         | Partido Comunista dos Trabalhadores Portugueses | 181    | 1,74 / 100,00   | 0,91 |
|                         | CDS – Partido Popular                           | 118    | 1,14 / 100,00   | 1,91 |
| Votos Inválidos         | Votos Inválidos                                 | 426    | 4,10 / 100,00   | 0,08 |
| Total                   | Total                                           | 10 386 | 100,00 / 100,00 |      |
| Eleitorado/Participação | Eleitorado/Participação                         | 24 984 | 41,57 / 100,00  | 4,26 |

### Assembleia Municipal
| Freguesia                                         | %     | %     | %     | %     | %    | %    | %    | %    | %    | Votantes |
| Freguesia                                         | PS    | CDU   | PSD   | CH    | BE   | IL   | PAN  | CDS  | PCTP | Votantes |
| ------------------------------------------------- | ----- | ----- | ----- | ----- | ---- | ---- | ---- | ---- | ---- | -------- |
| Freguesia                                         |       |       |       |       |      |      |      |      |      | Votantes |
| Bucelas                                           | 39,56 | 30,73 | 9,05  | 7,14  | 2,93 | 2,08 | 1,91 | 1,24 | 0,93 | 2 255    |
| Camarate, Unhos e Apelação                        | 34,86 | 28,54 | 9,30  | 11,26 | 4,54 | 1,62 | 2,47 | 1,27 | 1,18 | 11 571   |
| Fanhões                                           | 21,63 | 46,56 | 12,39 | 7,23  | 1,65 | 1,36 | 1,65 | 1,43 | 0,93 | 1 396    |
| Loures                                            | 24,57 | 28,89 | 17,78 | 9,75  | 4,52 | 3,61 | 3,16 | 1,56 | 0,98 | 12 990   |
| Lousa                                             | 17,15 | 15,35 | 53,31 | 3,21  | 2,18 | 2,06 | 1,16 | 1,67 | 0,39 | 1 557    |
| Moscavide e Portela                               | 34,57 | 13,45 | 21,03 | 7,04  | 5,61 | 7,71 | 2,70 | 2,18 | 1,30 | 9 187    |
| Sacavém e Prior Velho                             | 39,47 | 20,09 | 13,45 | 8,24  | 4,87 | 3,43 | 2,73 | 1,58 | 0,63 | 9 560    |
| Santa Iria de Azoia, São João da Talha e Bobadela | 33,65 | 27,08 | 10,17 | 9,58  | 4,67 | 4,06 | 3,02 | 1,88 | 0,93 | 19 090   |
| Santo Antão e São Julião do Tojal                 | 28,66 | 38,09 | 9,19  | 7,91  | 3,81 | 1,94 | 2,00 | 0,95 | 3,57 | 3 807    |
| Santo António dos Cavaleiros e Frielas            | 35,73 | 22,96 | 13,19 | 9,16  | 5,32 | 3,66 | 3,18 | 1,12 | 1,17 | 10 386   |
| Loures                                            | 32,84 | 25,43 | 14,02 | 9,04  | 4,65 | 3,69 | 2,78 | 1,57 | 1,12 | 81 799   |

#### Bucelas
| Partido                 | Partido                                         | Votos | %               | +/-  |
| ----------------------- | ----------------------------------------------- | ----- | --------------- | ---- |
|                         | Partido Socialista                              | 892   | 39,56 / 100,00  | 7,49 |
|                         | Coligação Democrática Unitária                  | 693   | 30,73 / 100,00  | 6,39 |
|                         | Partido Social Democrata                        | 204   | 9,05 / 100,00   | -    |
|                         | CHEGA                                           | 161   | 7,14 / 100,00   | Novo |
|                         | Bloco de Esquerda                               | 66    | 2,93 / 100,00   | 1,91 |
|                         | Iniciativa Liberal                              | 47    | 2,08 / 100,00   | Novo |
|                         | Pessoas–Animais–Natureza                        | 43    | 1,91 / 100,00   | 0,42 |
|                         | CDS – Partido Popular                           | 28    | 1,24 / 100,00   | 1,57 |
|                         | Partido Comunista dos Trabalhadores Portugueses | 21    | 0,93 / 100,00   | 0,97 |
| Votos Inválidos         | Votos Inválidos                                 | 100   | 4,44 / 100,00   | 0,74 |
| Total                   | Total                                           | 2 255 | 100,00 / 100,00 |      |
| Eleitorado/Participação | Eleitorado/Participação                         | 3 831 | 58,86 / 100,00  | 1,56 |

#### Camarate, Unhos e Apelação
| Partido                 | Partido                                         | Votos  | %               | +/-  |
| ----------------------- | ----------------------------------------------- | ------ | --------------- | ---- |
|                         | Partido Socialista                              | 4 034  | 34,86 / 100,00  | 1,52 |
|                         | Coligação Democrática Unitária                  | 3 302  | 28,54 / 100,00  | 0,45 |
|                         | CHEGA                                           | 1 303  | 11,26 / 100,00  | Novo |
|                         | Partido Social Democrata                        | 1 076  | 9,30 / 100,00   | -    |
|                         | Bloco de Esquerda                               | 525    | 4,54 / 100,00   | 1,74 |
|                         | Pessoas–Animais–Natureza                        | 286    | 2,47 / 100,00   | 0,06 |
|                         | Iniciativa Liberal                              | 187    | 1,62 / 100,00   | Novo |
|                         | CDS – Partido Popular                           | 147    | 1,27 / 100,00   | 1,42 |
|                         | Partido Comunista dos Trabalhadores Portugueses | 137    | 1,18 / 100,00   | 1,03 |
| Votos Inválidos         | Votos Inválidos                                 | 574    | 4,96 / 100,00   | 0,80 |
| Total                   | Total                                           | 11 571 | 100,00 / 100,00 |      |
| Eleitorado/Participação | Eleitorado/Participação                         | 27 552 | 42,00 / 100,00  | 4,15 |

#### Fanhões
| Partido                 | Partido                                         | Votos | %               | +/-  |
| ----------------------- | ----------------------------------------------- | ----- | --------------- | ---- |
|                         | Coligação Democrática Unitária                  | 650   | 46,56 / 100,00  | 8,96 |
|                         | Partido Socialista                              | 302   | 21,63 / 100,00  | 9,43 |
|                         | Partido Social Democrata                        | 173   | 12,39 / 100,00  | -    |
|                         | CHEGA                                           | 101   | 7,23 / 100,00   | Novo |
|                         | Bloco de Esquerda                               | 23    | 1,65 / 100,00   | 0,62 |
|                         | Pessoas–Animais–Natureza                        | 23    | 1,65 / 100,00   | 0,28 |
|                         | CDS – Partido Popular                           | 20    | 1,43 / 100,00   | 0,29 |
|                         | Iniciativa Liberal                              | 19    | 1,36 / 100,00   | Novo |
|                         | Partido Comunista dos Trabalhadores Portugueses | 13    | 0,93 / 100,00   | 1,07 |
| Votos Inválidos         | Votos Inválidos                                 | 72    | 5,16 / 100,00   | 1,73 |
| Total                   | Total                                           | 1 396 | 100,00 / 100,00 |      |
| Eleitorado/Participação | Eleitorado/Participação                         | 2 204 | 63,34 / 100,00  | 4,04 |

#### Loures
| Partido                 | Partido                                         | Votos  | %               | +/-  |
| ----------------------- | ----------------------------------------------- | ------ | --------------- | ---- |
|                         | Coligação Democrática Unitária                  | 3 753  | 28,89 / 100,00  | 4,11 |
|                         | Partido Socialista                              | 3 191  | 24,57 / 100,00  | 0,70 |
|                         | Partido Social Democrata                        | 2 309  | 17,78 / 100,00  | -    |
|                         | CHEGA                                           | 1 266  | 9,75 / 100,00   | Novo |
|                         | Bloco de Esquerda                               | 587    | 4,52 / 100,00   | 0,18 |
|                         | Iniciativa Liberal                              | 469    | 3,61 / 100,00   | Novo |
|                         | Pessoas–Animais–Natureza                        | 410    | 3,16 / 100,00   | 0,13 |
|                         | CDS – Partido Popular                           | 203    | 1,56 / 100,00   | 1,37 |
|                         | Partido Comunista dos Trabalhadores Portugueses | 127    | 0,98 / 100,00   | 1,08 |
| Votos Inválidos         | Votos Inválidos                                 | 675    | 5,20 / 100,00   | 0,12 |
| Total                   | Total                                           | 12 990 | 100,00 / 100,00 |      |
| Eleitorado/Participação | Eleitorado/Participação                         | 25 099 | 51,76 / 100,00  | 2,83 |

#### Lousa
| Partido                 | Partido                                         | Votos | %               | +/-  |
| ----------------------- | ----------------------------------------------- | ----- | --------------- | ---- |
|                         | Partido Social Democrata                        | 830   | 53,31 / 100,00  | -    |
|                         | Partido Socialista                              | 267   | 17,15 / 100,00  | 4,14 |
|                         | Coligação Democrática Unitária                  | 239   | 15,35 / 100,00  | 5,17 |
|                         | CHEGA                                           | 50    | 3,21 / 100,00   | Novo |
|                         | Bloco de Esquerda                               | 34    | 2,18 / 100,00   | 1,72 |
|                         | Iniciativa Liberal                              | 32    | 2,06 / 100,00   | Novo |
|                         | CDS – Partido Popular                           | 26    | 1,67 / 100,00   | 0,57 |
|                         | Pessoas–Animais–Natureza                        | 18    | 1,16 / 100,00   | 1,14 |
|                         | Partido Comunista dos Trabalhadores Portugueses | 6     | 0,39 / 100,00   | 1,78 |
| Votos Inválidos         | Votos Inválidos                                 | 55    | 3,53 / 100,00   | 2,74 |
| Total                   | Total                                           | 1 557 | 100,00 / 100,00 |      |
| Eleitorado/Participação | Eleitorado/Participação                         | 2 622 | 59,38 / 100,00  | 1,74 |

#### Moscavide e Portela
| Partido                 | Partido                                         | Votos  | %               | +/-  |
| ----------------------- | ----------------------------------------------- | ------ | --------------- | ---- |
|                         | Partido Socialista                              | 3 176  | 34,57 / 100,00  | 2,45 |
|                         | Partido Social Democrata                        | 1 932  | 21,03 / 100,00  | -    |
|                         | Coligação Democrática Unitária                  | 1 236  | 13,45 / 100,00  | 3,32 |
|                         | Iniciativa Liberal                              | 708    | 7,71 / 100,00   | Novo |
|                         | CHEGA                                           | 647    | 7,04 / 100,00   | Novo |
|                         | Bloco de Esquerda                               | 515    | 5,61 / 100,00   | 0,55 |
|                         | Pessoas–Animais–Natureza                        | 248    | 2,70 / 100,00   | 0,47 |
|                         | CDS – Partido Popular                           | 200    | 2,18 / 100,00   | 3,26 |
|                         | Partido Comunista dos Trabalhadores Portugueses | 119    | 1,30 / 100,00   | 0,63 |
| Votos Inválidos         | Votos Inválidos                                 | 40     | 4,42 / 100,00   | 0,95 |
| Total                   | Total                                           | 9 187  | 100,00 / 100,00 |      |
| Eleitorado/Participação | Eleitorado/Participação                         | 18 114 | 50,72 / 100,00  | 3,62 |

#### Sacavém e Prior Velho
| Partido                 | Partido                                         | Votos  | %               | +/-  |
| ----------------------- | ----------------------------------------------- | ------ | --------------- | ---- |
|                         | Partido Socialista                              | 3 773  | 39,47 / 100,00  | 2,06 |
|                         | Coligação Democrática Unitária                  | 1 921  | 20,09 / 100,00  | 5,88 |
|                         | Partido Social Democrata                        | 1 286  | 13,45 / 100,00  | -    |
|                         | CHEGA                                           | 788    | 8,24 / 100,00   | Novo |
|                         | Bloco de Esquerda                               | 466    | 4,87 / 100,00   | 0,19 |
|                         | Iniciativa Liberal                              | 328    | 3,43 / 100,00   | Novo |
|                         | Pessoas–Animais–Natureza                        | 261    | 2,73 / 100,00   | 0,57 |
|                         | CDS – Partido Popular                           | 151    | 1,58 / 100,00   | 1,36 |
|                         | Partido Comunista dos Trabalhadores Portugueses | 60     | 0,63 / 100,00   | 1,00 |
| Votos Inválidos         | Votos Inválidos                                 | 526    | 5,50 / 100,00   | 0,05 |
| Total                   | Total                                           | 9 560  | 100,00 / 100,00 |      |
| Eleitorado/Participação | Eleitorado/Participação                         | 20 148 | 47,45 / 100,00  | 4,53 |

#### Santa Iria de Azoia, São João da Talha e Bobadela
| Partido                 | Partido                                         | Votos  | %               | +/-  |
| ----------------------- | ----------------------------------------------- | ------ | --------------- | ---- |
|                         | Partido Socialista                              | 6 423  | 33,65 / 100,00  | 0,71 |
|                         | Coligação Democrática Unitária                  | 5 170  | 27,08 / 100,00  | 4,25 |
|                         | Partido Social Democrata                        | 1 941  | 10,17 / 100,00  | -    |
|                         | CHEGA                                           | 1 829  | 9,58 / 100,00   | Novo |
|                         | Bloco de Esquerda                               | 891    | 4,67 / 100,00   | 0,05 |
|                         | Iniciativa Liberal                              | 775    | 4,06 / 100,00   | Novo |
|                         | Pessoas–Animais–Natureza                        | 576    | 3,02 / 100,00   | 0,21 |
|                         | CDS – Partido Popular                           | 359    | 1,88 / 100,00   | 0,50 |
|                         | Partido Comunista dos Trabalhadores Portugueses | 178    | 0,93 / 100,00   | 1,76 |
| Votos Inválidos         | Votos Inválidos                                 | 948    | 4,96 / 100,00   | 0,40 |
| Total                   | Total                                           | 19 090 | 100,00 / 100,00 |      |
| Eleitorado/Participação | Eleitorado/Participação                         | 37 747 | 50,57 / 100,00  | 4,84 |

#### Santo Antão e São Julião do Tojal
| Partido                 | Partido                                         | Votos | %               | +/-  |
| ----------------------- | ----------------------------------------------- | ----- | --------------- | ---- |
|                         | Coligação Democrática Unitária                  | 1 450 | 38,09 / 100,00  | 7,90 |
|                         | Partido Socialista                              | 1 091 | 28,66 / 100,00  | 3,54 |
|                         | Partido Social Democrata                        | 350   | 9,19 / 100,00   | -    |
|                         | CHEGA                                           | 301   | 7,91 / 100,00   | Novo |
|                         | Bloco de Esquerda                               | 145   | 3,81 / 100,00   | 0,43 |
|                         | Partido Comunista dos Trabalhadores Portugueses | 136   | 3,57 / 100,00   | 0,32 |
|                         | Pessoas–Animais–Natureza                        | 76    | 2,00 / 100,00   | 0,31 |
|                         | Iniciativa Liberal                              | 74    | 1,94 / 100,00   | Novo |
|                         | CDS – Partido Popular                           | 36    | 0,95 / 100,00   | 0,69 |
| Votos Inválidos         | Votos Inválidos                                 | 148   | 3,89 / 100,00   | 1,18 |
| Total                   | Total                                           | 3 807 | 100,00 / 100,00 |      |
| Eleitorado/Participação | Eleitorado/Participação                         | 6 956 | 54,73 / 100,00  | 3,10 |

#### Santo António dos Cavaleiros e Frielas
| Partido                 | Partido                                         | Votos  | %               | +/-  |
| ----------------------- | ----------------------------------------------- | ------ | --------------- | ---- |
|                         | Partido Socialista                              | 3 711  | 35,73 / 100,00  | 6,73 |
|                         | Coligação Democrática Unitária                  | 2 385  | 22,96 / 100,00  | 7,33 |
|                         | Partido Social Democrata                        | 1 370  | 13,19 / 100,00  | -    |
|                         | CHEGA                                           | 951    | 9,16 / 100,00   | Novo |
|                         | Bloco de Esquerda                               | 553    | 5,32 / 100,00   | 1,25 |
|                         | Iniciativa Liberal                              | 380    | 3,66 / 100,00   | Novo |
|                         | Pessoas–Animais–Natureza                        | 330    | 3,18 / 100,00   | 0,51 |
|                         | Partido Comunista dos Trabalhadores Portugueses | 121    | 1,17 / 100,00   | 1,04 |
|                         | CDS – Partido Popular                           | 116    | 1,12 / 100,00   | 1,97 |
| Votos Inválidos         | Votos Inválidos                                 | 469    | 4,52 / 100,00   | 0,26 |
| Total                   | Total                                           | 10 386 | 100,00 / 100,00 |      |
| Eleitorado/Participação | Eleitorado/Participação                         | 24 984 | 41,57 / 100,00  | 4,25 |

### Juntas de Freguesia

#### Bucelas
| Partido                 | Partido                        | Votos | %               | +/-   | Mandatos | +/-     |
| ----------------------- | ------------------------------ | ----- | --------------- | ----- | -------- | ------- |
|                         | Partido Socialista             | 995   | 44,14 / 100,00  | 10,95 | 5 / 9    | 2       |
|                         | Coligação Democrática Unitária | 780   | 34,61 / 100,00  | 8,61  | 4 / 9    | 1       |
|                         | Partido Social Democrata       | 139   | 6,17 / 100,00   | -     | 0 / 9    | -       |
|                         | CHEGA                          | 127   | 5,63 / 100,00   | Novo  | 0 / 9    | Novo    |
|                         | Bloco de Esquerda              | 70    | 3,11 / 100,00   | 2,77  | 0 / 9    | Estável |
|                         | CDS – Partido Popular          | 47    | 2,09 / 100,00   | 0,68  | 0 / 9    | Estável |
| Votos Inválidos         | Votos Inválidos                | 96    | 4,25 / 100,00   | 0,37  |          |         |
| Total                   | Total                          | 2 254 | 100,00 / 100,00 |       | 9 / 9    |         |
| Eleitorado/Participação | Eleitorado/Participação        | 3 831 | 58,84 / 100,00  | 1,58  |          |         |

#### Camarate, Unhos e Apelação
| Partido                 | Partido                        | Votos  | %               | +/-  | Mandatos | +/-     |
| ----------------------- | ------------------------------ | ------ | --------------- | ---- | -------- | ------- |
|                         | Partido Socialista             | 4 080  | 35,27 / 100,00  | 0,95 | 8 / 19   | Estável |
|                         | Coligação Democrática Unitária | 3 550  | 30,69 / 100,00  | 3,56 | 6 / 19   | 1       |
|                         | CHEGA                          | 1 223  | 10,57 / 100,00  | Novo | 2 / 19   | Novo    |
|                         | Partido Social Democrata       | 1 209  | 10,45 / 100,00  | -    | 2 / 19   | -       |
|                         | Bloco de Esquerda              | 585    | 5,06 / 100,00   | 0,67 | 1 / 19   | Estável |
|                         | Pessoas–Animais–Natureza       | 264    | 2,28 / 100,00   | -    | 0 / 19   | -       |
|                         | Nós, Cidadãos!                 | 137    | 1,18 / 100,00   | -    | 0 / 19   | -       |
| Votos Inválidos         | Votos Inválidos                | 521    | 4,51 / 100,00   | 1,34 |          |         |
| Total                   | Total                          | 11 569 | 100,00 / 100,00 |      | 19 / 19  |         |
| Eleitorado/Participação | Eleitorado/Participação        | 27 552 | 41,99 / 100,00  | 4,16 |          |         |

#### Fanhões
| Partido                 | Partido                        | Votos | %               | +/-   | Mandatos | +/-     |
| ----------------------- | ------------------------------ | ----- | --------------- | ----- | -------- | ------- |
|                         | Coligação Democrática Unitária | 853   | 61,10 / 100,00  | 25,22 | 7 / 9    | 3       |
|                         | Partido Socialista             | 265   | 18,98 / 100,00  | 7,47  | 2 / 9    | 1       |
|                         | Partido Social Democrata       | 93    | 6,66 / 100,00   | -     | 0 / 9    | -       |
|                         | CHEGA                          | 80    | 5,73 / 100,00   | Novo  | 0 / 9    | Novo    |
|                         | CDS – Partido Popular          | 37    | 2,65 / 100,00   | 1,62  | 0 / 9    | Estável |
|                         | Bloco de Esquerda              | 23    | 1,65 / 100,00   | 0,27  | 0 / 9    | Estável |
| Votos Inválidos         | Votos Inválidos                | 45    | 3,22 / 100,00   | 1,81  |          |         |
| Total                   | Total                          | 1 396 | 100,00 / 100,00 |       | 9 / 9    |         |
| Eleitorado/Participação | Eleitorado/Participação        | 2 204 | 63,34 / 100,00  | 4,04  |          |         |

#### Loures
| Partido                 | Partido                        | Votos  | %               | +/-  | Mandatos | +/-     |
| ----------------------- | ------------------------------ | ------ | --------------- | ---- | -------- | ------- |
|                         | Coligação Democrática Unitária | 3 865  | 29,76 / 100,00  | 3,44 | 6 / 19   | 1       |
|                         | Partido Socialista             | 3 376  | 25,99 / 100,00  | 2,14 | 6 / 19   | Estável |
|                         | Partido Social Democrata       | 2 413  | 18,58 / 100,00  | -    | 4 / 19   | -       |
|                         | CHEGA                          | 1 222  | 9,41 / 100,00   | Novo | 2 / 19   | Novo    |
|                         | Bloco de Esquerda              | 680    | 5,24 / 100,00   | 0,85 | 1 / 19   | Estável |
|                         | Nós, Cidadãos!                 | 364    | 2,80 / 100,00   | 0,32 | 0 / 19   | Estável |
|                         | CDS – Partido Popular          | 289    | 2,23 / 100,00   | 0,76 | 0 / 19   | Estável |
| Votos Inválidos         | Votos Inválidos                | 779    | 6,00 / 100,00   | 0,46 |          |         |
| Total                   | Total                          | 12 988 | 100,00 / 100,00 |      | 19 / 19  |         |
| Eleitorado/Participação | Eleitorado/Participação        | 25 099 | 51,75 / 100,00  | 2,84 |          |         |

#### Lousa
| Partido                 | Partido                        | Votos | %               | +/-  | Mandatos | +/-     |
| ----------------------- | ------------------------------ | ----- | --------------- | ---- | -------- | ------- |
|                         | Partido Social Democrata       | 825   | 52,99 / 100,00  | -    | 6 / 9    | -       |
|                         | Partido Socialista             | 319   | 20,49 / 100,00  | 5,47 | 2 / 9    | 1       |
|                         | Coligação Democrática Unitária | 237   | 15,22 / 100,00  | 4,36 | 1 / 9    | Estável |
|                         | CHEGA                          | 37    | 2,38 / 100,00   | Novo | 0 / 9    | Novo    |
|                         | Iniciativa Liberal             | 30    | 1,93 / 100,00   | Novo | 0 / 9    | Novo    |
|                         | Bloco de Esquerda              | 29    | 1,86 / 100,00   | 1,65 | 0 / 9    | Estável |
|                         | CDS – Partido Popular          | 29    | 1,86 / 100,00   | 1,40 | 0 / 9    | Estável |
| Votos Inválidos         | Votos Inválidos                | 51    | 3,27 / 100,00   | 0,94 |          |         |
| Total                   | Total                          | 1 557 | 100,00 / 100,00 |      | 9 / 9    |         |
| Eleitorado/Participação | Eleitorado/Participação        | 2 622 | 59,38 / 100,00  | 1,78 |          |         |

#### Moscavide e Portela
| Partido                 | Partido                                         | Votos  | %               | +/-  | Mandatos | +/-     |
| ----------------------- | ----------------------------------------------- | ------ | --------------- | ---- | -------- | ------- |
|                         | Partido Socialista                              | 3 790  | 41,73 / 100,00  | 9,82 | 7 / 13   | 2       |
|                         | Partido Social Democrata                        | 2 013  | 22,16 / 100,00  | -    | 3 / 13   | -       |
|                         | Coligação Democrática Unitária                  | 912    | 10,04 / 100,00  | 1,20 | 1 / 13   | 1       |
|                         | Iniciativa Liberal                              | 685    | 7,54 / 100,00   | Novo | 1 / 13   | Novo    |
|                         | CHEGA                                           | 541    | 5,96 / 100,00   | Novo | 1 / 13   | Novo    |
|                         | Bloco de Esquerda                               | 489    | 5,38 / 100,00   | 0,99 | 0 / 13   | Estável |
|                         | CDS – Partido Popular                           | 193    | 2,13 / 100,00   | 2,23 | 0 / 13   | Estável |
|                         | Partido Comunista dos Trabalhadores Portugueses | 95     | 1,05 / 100,00   | 0,51 | 0 / 13   | Estável |
| Votos Inválidos         | Votos Inválidos                                 | 364    | 4,01 / 100,00   | 0,34 |          |         |
| Total                   | Total                                           | 9 082  | 100,00 / 100,00 |      | 13 / 13  |         |
| Eleitorado/Participação | Eleitorado/Participação                         | 18 114 | 50,14 / 100,00  | 4,20 |          |         |

#### Sacavém e Prior Velho
| Partido                 | Partido                        | Votos  | %               | +/-  | Mandatos | +/-     |
| ----------------------- | ------------------------------ | ------ | --------------- | ---- | -------- | ------- |
|                         | Partido Socialista             | 4 320  | 45,19 / 100,00  | 3,29 | 10 / 19  | 3       |
|                         | Coligação Democrática Unitária | 1 801  | 18,84 / 100,00  | 6,71 | 4 / 19   | Estável |
|                         | Partido Social Democrata       | 1 472  | 15,40 / 100,00  | -    | 3 / 19   | -       |
|                         | CHEGA                          | 739    | 7,73 / 100,00   | Novo | 1 / 19   | Novo    |
|                         | Bloco de Esquerda              | 515    | 5,39 / 100,00   | 0,01 | 1 / 19   | 1       |
|                         | CDS – Partido Popular          | 207    | 2,17 / 100,00   | 1,39 | 0 / 19   | Estável |
| Votos Inválidos         | Votos Inválidos                | 506    | 5,29 / 100,00   | 1,02 |          |         |
| Total                   | Total                          | 9 560  | 100,00 / 100,00 |      | 19 / 19  | 6       |
| Eleitorado/Participação | Eleitorado/Participação        | 20 148 | 47,45 / 100,00  | 4,15 |          |         |

#### Santa Iria de Azoia, São João da Talha e Bobadela
| Partido                 | Partido                        | Votos  | %               | +/-  | Mandatos | +/-     |
| ----------------------- | ------------------------------ | ------ | --------------- | ---- | -------- | ------- |
|                         | Partido Socialista             | 6 889  | 36,09 / 100,00  | 2,83 | 7 / 19   | 1       |
|                         | Coligação Democrática Unitária | 5 190  | 27,19 / 100,00  | 3,59 | 6 / 19   | 1       |
|                         | Partido Social Democrata       | 1 900  | 9,95 / 100,00   | -    | 2 / 19   | -       |
|                         | CHEGA                          | 1 825  | 9,56 / 100,00   | Novo | 2 / 19   | Novo    |
|                         | Bloco de Esquerda              | 954    | 5,00 / 100,00   | 0,54 | 1 / 19   | Estável |
|                         | Iniciativa Liberal             | 875    | 4,58 / 100,00   | Novo | 1 / 19   | Novo    |
|                         | CDS – Partido Popular          | 449    | 2,35 / 100,00   | 0,24 | 0 / 19   | Estável |
| Votos Inválidos         | Votos Inválidos                | 1 009  | 5,28 / 100,00   | 0,32 |          |         |
| Total                   | Total                          | 19 091 | 100,00 / 100,00 |      | 19 / 19  |         |
| Eleitorado/Participação | Eleitorado/Participação        | 37 747 | 50,58 / 100,00  | 4,83 |          |         |

#### Santo Antão e São Julião do Tojal
| Partido                 | Partido                                         | Votos | %               | +/-   | Mandatos | +/-     |
| ----------------------- | ----------------------------------------------- | ----- | --------------- | ----- | -------- | ------- |
|                         | Coligação Democrática Unitária                  | 1 641 | 43,10 / 100,00  | 13,03 | 7 / 13   | 2       |
|                         | Partido Socialista                              | 1 110 | 29,16 / 100,00  | 5,50  | 4 / 13   | 1       |
|                         | Partido Social Democrata                        | 312   | 8,20 / 100,00   | -     | 1 / 13   | -       |
|                         | CHEGA                                           | 244   | 6,41 / 100,00   | Novo  | 1 / 13   | Novo    |
|                         | Partido Comunista dos Trabalhadores Portugueses | 223   | 5,86 / 100,00   | -     | 0 / 13   | -       |
|                         | Bloco de Esquerda                               | 128   | 3,36 / 100,00   | 0,63  | 0 / 13   | Estável |
| Votos Inválidos         | Votos Inválidos                                 | 149   | 3,92 / 100,00   | 0,46  |          |         |
| Total                   | Total                                           | 3 807 | 100,00 / 100,00 |       | 13 / 13  |         |
| Eleitorado/Participação | Eleitorado/Participação                         | 6 956 | 54,73 / 100,00  | 3,10  |          |         |

#### Santo António dos Cavaleiros e Frielas
| Partido                 | Partido                                                 | Votos  | %               | +/-   | Mandatos | +/-     |
| ----------------------- | ------------------------------------------------------- | ------ | --------------- | ----- | -------- | ------- |
|                         | Partido Socialista                                      | 3 978  | 38,30 / 100,00  | 2,53  | 8 / 19   | Estável |
|                         | Coligação Democrática Unitária                          | 1 822  | 17,54 / 100,00  | 13,21 | 3 / 19   | 3       |
|                         | Independente por Santo António dos Cavaleiros e Frielas | 1 404  | 13,52 / 100,00  | Novo  | 3 / 19   | Novo    |
|                         | Partido Social Democrata                                | 1 145  | 11,02 / 100,00  | -     | 2 / 19   | -       |
|                         | CHEGA                                                   | 770    | 7,41 / 100,00   | Novo  | 1 / 19   | Novo    |
|                         | Bloco de Esquerda                                       | 490    | 4,72 / 100,00   | 2,39  | 1 / 19   | Estável |
|                         | Iniciativa Liberal                                      | 343    | 3,30 / 100,00   | Novo  | 0 / 19   | Novo    |
| Votos Inválidos         | Votos Inválidos                                         | 435    | 4,19 / 100,00   | 1,01  |          |         |
| Total                   | Total                                                   | 10 387 | 100,00 / 100,00 |       | 19 / 19  |         |
| Eleitorado/Participação | Eleitorado/Participação                                 | 24 984 | 41,57 / 100,00  | 4,25  |          |         |

| Freguesia                                         | 2017-2021 | 2017-2021                      | 2017-2021      | 2021-2025 | 2021-2025                      | 2021-2025      |
| ------------------------------------------------- | --------- | ------------------------------ | -------------- | --------- | ------------------------------ | -------------- |
| Bucelas                                           |           | Coligação Democrática Unitária | 43,22 / 100,00 |           | Partido Socialista             | 44,14 / 100,00 |
| Camarate, Unhos e Apelação                        |           | Partido Socialista             | 34,32 / 100,00 |           | Partido Socialista             | 35,27 / 100,00 |
| Fanhões                                           |           | Coligação Democrática Unitária | 35,88 / 100,00 |           | Coligação Democrática Unitária | 61,10 / 100,00 |
| Loures                                            |           | Coligação Democrática Unitária | 33,20 / 100,00 |           | Coligação Democrática Unitária | 29,76 / 100,00 |
| Lousa                                             |           | PSD-PPM                        | 63,13 / 100,00 |           | Partido Social Democrata       | 52,99 / 100,00 |
| Moscavide e Portela                               |           | Partido Socialista             | 31,91 / 100,00 |           | Partido Socialista             | 41,73 / 100,00 |
| Sacavém e Prior Velho                             |           | Partido Socialista             | 41,90 / 100,00 |           | Partido Socialista             | 45,19 / 100,00 |
| Santa Iria de Azoia, São João da Talha e Bobadela |           | Partido Socialista             | 38,92 / 100,00 |           | Partido Socialista             | 36,09 / 100,00 |
| Santo Antão e São Julião do Tojal                 |           | Coligação Democrática Unitária | 56,13 / 100,00 |           | Coligação Democrática Unitária | 43,10 / 100,00 |
| Santo António dos Cavaleiros e Frielas            |           | Partido Socialista             | 35,77 / 100,00 |           | Partido Socialista             | 38,30 / 100,00 |